# Tryavna Peak
Der Tryavna Peak (englisch; bulgarisch връх Трявна wrach Trjawna) ist ein über 300 m hoher und spitzer Berg auf der Livingston-Insel im Archipel der Südlichen Shetlandinseln. Im Delchev Ridge der Tangra Mountains ragt er 0,4 km nordöstlich bis nördlich des Shabla Knoll, 0,93 km östlich des Kalojan-Nunataks und 0,7 km westsüdwestlich des Mesta Peak auf. Der Sopot-Piedmont-Gletscher liegt nördlich und nordwestlich von ihm. 
Die bulgarische Kommission für Antarktische Geographische Namen benannte ihn 2004 nach der Stadt Trjawna im nördlichen Zentrum Bulgariens.